# Amstel Gold Race 1982
La 17ª edición de la Amstel Gold Race se disputó el 24 de abril de 1982 en la provincia de Limburg (Países Bajos). La carrera constó de una longitud total de 237 km, entre Heerlen y Meerssen.
El vencedor fue el holandés Jan Raas (TI-Raleigh-Campagnolo) fue el vencedor de esta edición al imponerse en la línea de meta de Heerlen. El irlandés Stephen Roche (Peugeot-Shell-Michelin) y el alemán Gregor Braun (Capri Sonne-Eddy Merckx) fueron segundo y tercero respectivamente. 
Esta fue la quinta y última victoria de Raas en esta carrera, cosa que le convierte en el corredor que más triunfos tiene en esta clásica.

## Clasificación final
| Pos. | Ciclista          | Equipo                      | Tiempo     |
| ---- | ----------------- | --------------------------- | ---------- |
| 1    | Jan Raas          | TI-Raleigh                  | 6h 10' 45" |
| 2    | Stephen Roche     | Peugeot-Shell-Michelin      | + 02"      |
| 3    | Gregor Braun      | Capri Sonne-Eddy Merckx     | + 07"      |
| 4    | Sean Kelly        | Sem-France Loire            | m. t.      |
| 5    | Phil Anderson     | Peugeot-Shell-Michelin      | m. t.      |
| 6    | Hennie Kuiper     | Daf Trucks-Teve Blad-Rossin | m. t.      |
| 7    | Ludo Peeters      | TI-Raleigh                  | + 1' 14"   |
| 8    | Adri van der Poel | Daf Trucks-Teve Blad-Rossin | m. t.      |
| 9    | Jostein Wilmann   | Capri Sonne-Eddy Merckx     | m. t.      |
| 10   | Ad Wijnands       | TI-Raleigh                  | m. t.      |